# The Academy Is...
The Academy Is... is een Amerikaanse band uit Hoffman Estates, Illinois. Oorspronkelijk waren ze bekend als "The Academy", maar omdat er al meerdere bands waren die deze naam voerden werd er besloten om "Is..." aan de naam toe te voegen. De band heeft drie albums uitgebracht bij Fueled by Ramen: Almost Here, Santi en Fast Times at Barrington High.

## Biografie
Zanger William Beckett en Bassist Adam T. Siska's hadden plannen om een band te starten en dat deden ze op 4 maart 2003. Gitarist Mike Carden kwam er toen ook bij nadat zijn vorige band (Jodie) opgebroken was en later kwamen AJ LaTrace (ritmische gitarist) en Micheal DelPrincipe (drummer) er nog bij. Ze namen hun naar henzelf vernoemde ep The Academy (2004) op, voor de in Chicago gevestigde LLR Recordings. LLR Recordings had hier net voor Beckett's solo project Remember Maine's debuutalbum The Last Place You Look uitgebracht. De ep was opgenomen in Villa Park, IL bij The Gallery of Carpet door producer Brian Zieske. Pete Wentz van Fall Out Boy luisterde naar de ep en was onder de indruk, LLR Recordings maakte hierna meteen de band officieel.
In 2011 maakte de band via hun website bekend Andy en William ieder hun eigen weg gingen. De overige drie leden gingen de studio in om een nieuw studioalbum te maken. De band maakte op 8 oktober bekend uit elkaar te zijn.
Say Anything maakte later bekend dat ex-TAI lid Adam T. Siska zich officieel bij hen had gevoegd als nieuwe bassist.

## TAITV
TAITV is een podcast van de band. De afkorting staat voor The Academy Is... TV.

## Discografie

### Albums
| The Academy EP                | 2004 |  |
| Almost Here                   | 2005 |  |
| From The Carpet EP            | 2006 |  |
| Santi                         | 2007 |  |
| Fast Times at Barrington High | 2008 |  |
| Winter Passing EP             | 2008 |  |
| Lost in Pacific Time EP       | 2009 |  |

### Singles
| Checkmarks                        | 2005 |  |
| Slow Down                         | 2005 |  |
| The Phrase That Pays              | 2005 |  |
| We've Got a Big Mess on Our Hands | 2007 |  |
| Neighbors                         | 2007 |  |
| Everything We Had                 | 2007 |  |
| Sleeping with Giants (Lifetime)   | 2007 |  |
| Same Blood                        | 2007 |  |
| About a Girl                      | 2008 |  |